# سیارک ۵۵۰۸۲
سیارک ۵۵۰۸۲ (به انگلیسی: 55082 Xlendi، نامگذاری:2001QJ110) پنجاه و پنج هزار و هشتاد و دومین سیارک کشف شده‌است که در ۲۵ اوت ۲۰۰۱ کشف شد.